# ئی‌ام‌دی جی‌پی۵۰
ئی‌ام‌دی جی‌پی۵۰ (انگلیسی: EMD GP50) یک لوکوموتیو دیزلی ساخت شرکت جنرال موتورز الکترو-موتیو دیویژن است.
این لوکوموتیو که مابین سال‌های ۱۹۸۰ تا ۱۹۸۵ تولید شده دارای ۱۶ سیلندر و ۳۵۰۰ تا ۳۶۰۰ اسب بخار توان خروجی بوده است.